# Cementerio inglés de Linares
El Cementerio Evangélico de Linares  o cementerio inglés, popularmente llamado cementerio de los protestantes, está ubicado en la calle Juan Diego de Dios Barrero (carretera de Torreblascopedro s/n) de Linares, provincia de Jaén, Andalucía, próximo a la salida 8 de la autovía Linares-Albacete. Colinda con los cementerios de San Sebastián, San José (creado en 1876) y Cementerio Parque, conocido también como «Virgen de Linarejos» o «Nuevo».
Forma parte de la llamada Asociación de Cementerios Significativos de Europa (ASCE), si bien hay que tener en cuenta que, en la categoría «cementerios ingleses en España», solo figuran hasta el momento los de Camariñas (La Coruña), Málaga capital, Minas de Riotinto (Huelva) y este de Linares. Todos fueron construidos en la segunda mitad del siglo XIX.

## Antecedentes
Puedo mencionar un ejemplo de tolerancia. Difícilmente me esperaba encontrar en esta parte de España un cementerio protestante junto al cementerio general del lugar.

Diario de Thomas Sopwith, 1864.

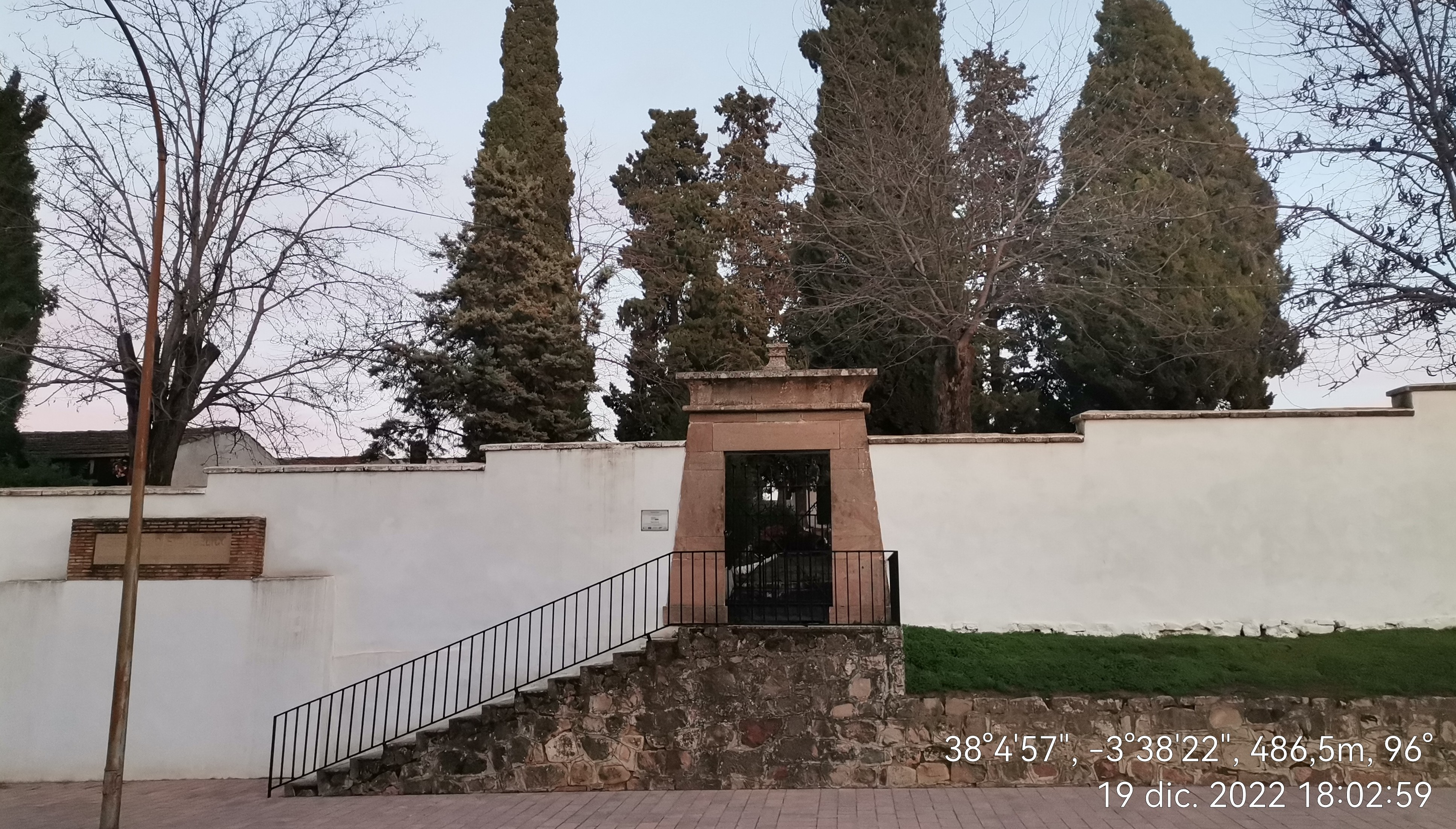
Cementerio Evangélico o protestante

Los motivos para la creación de este y otros cementerios protestantes de Andalucía, parten, al menos, de tres situaciones:
- La afluencia masiva hacia mediados del siglo XIX de inmigrantes procedentes en su mayoría del norte de Europa, especialmente de Alemania y Gran Bretaña, en su mayoría de religión evangélica.
- La liberalización de la industria minera y de otros ámbitos, como el ferroviario, que favorece la llegada de empresarios y técnicos cualificados. Son gente que  vino a probar suerte en el sector extractivo, invirtiendo decididamente y empleando nuevas tecnologías, Esto implicó un notable crecimiento de la población que esperaba se respetaran sus creencias religiosas y costumbres funerarias.
- Las disposiciones eclesiásticas de la España de la época excluían a los no católicos del uso de espacios funerarios reservados a los católicos. Por tanto, estos inmigrantes de religión protestante no podían ser enterrados en el cementerio católico local, conocido también con el significativo nombre de «camposanto».

## Datos históricos
La historia del monumento comienza a mediados del siglo XIX, cuando fallece el joven británico James George Remfry (31 de mayo de 1825-26 de julio de 1855). Al no ser católico, no podía ser sepultado en el camposanto de la ciudad, por lo que solo podría ser enterrarlo en la parte de los cementerios llamada «corralito» o cualquier otra fosa. Esto ocurría con «los excomulgados o entredichos tras la correspondiente sentencia condenatoria, los suicidas, los muertos en duelo o a consecuencia de un duelo, los incinerados y otros "pecadores públicos" y manifiestos».

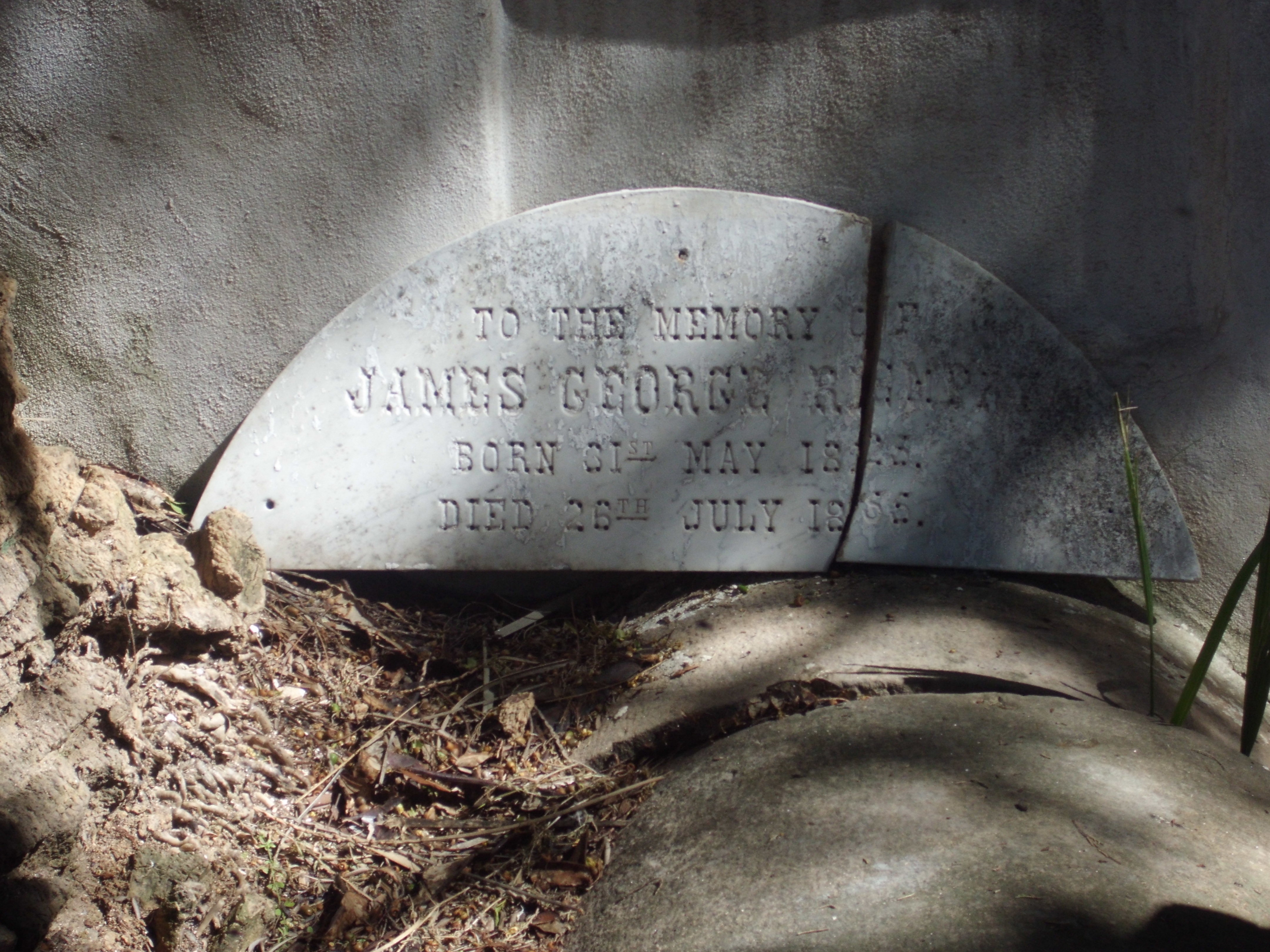
Tumba de James George Remfry (fotografía de mayo de 2016).

Ante tales expectativas, sus familiares decidieron darle sepultura junto al muro meridional del cementerio católico de San Sebastián, abierto ese mismo año. Posteriormente, se procedió a cercar el reducido espacio que circundaba dicha inhumación al objeto de  evitar posibles profanaciones.
Así, hasta que, finalmente, Henry Tonkin y Richard Kendall,  influyentes personalidades vinculadas a The Linares Lead Mining Company, creada por la agencia británica Taylor & Taylor y pionera en la explotación de las minas de plomo de la ciudad, realizaron los trámites necesarios para adquirir los terrenos y, de esta forma, señalar los límites con los que contará el cementerio desde mediados de los años sesenta del XIX hasta nuestros días. Allegaron también fondos para dotarlo de una capellanía temporal, para lo que colaboró económicamente, entre otros, el obispo de Gibraltar.
Coinciden cronológicamente estos hechos con el advenimiento del llamado «Sexenio Revolucionario» y la inmediata consolidación de la Restauración borbónica en España, que traen como consecuencia el claro desarrollo de las logias masónicas locales como centros de debate político y social. Además, la nueva población británica inmigrante adoctrinó mediante clases gratuitas a los hijos de los mineros, lo que dio lugar a que familias enteras aceptara el credo protestante de sus patrones. 
Desde ese momento hasta 1957, de manera ininterrumpida, sirvió de lugar de enterramiento –sobre todo– de británicos y alemanes, siendo los últimos sepultados Pedro Hasselden y la conocida escritora Charlotte Remfry, si bien cabe resaltar que la posguerra, tras la cruenta guerra civil española, unido al progresivo declive de la minería local, supusieron la reducción de las inhumaciones en este cementerio durante los años 40 y primera mitad de los años 50. En todo caso, las buenas relaciones que por entonces había entre el nuevo régimen español y el Gobierno británico se reflejaron en la mayor apertura hacia los protestantes locales por parte del Ayuntamiento linarense que, muy probablemente, impidieron la desaparición del cementerio.
En 1968, representantes de la comunidad evangélica local se reunieron con Enrique Hasselden Montes, descendiente de los antiguos propietarios del cementerio, para que les fuera cedido a cambio de hacerse cargo de su mantenimiento. Desde entonces, solo se celebran entierros de protestantes españoles. Para la protección del lugar, están prohibidas las inhumaciones en cualquiera de las sesenta y cinco tumbas consideradas de carácter histórico.

## Descripción y simbología

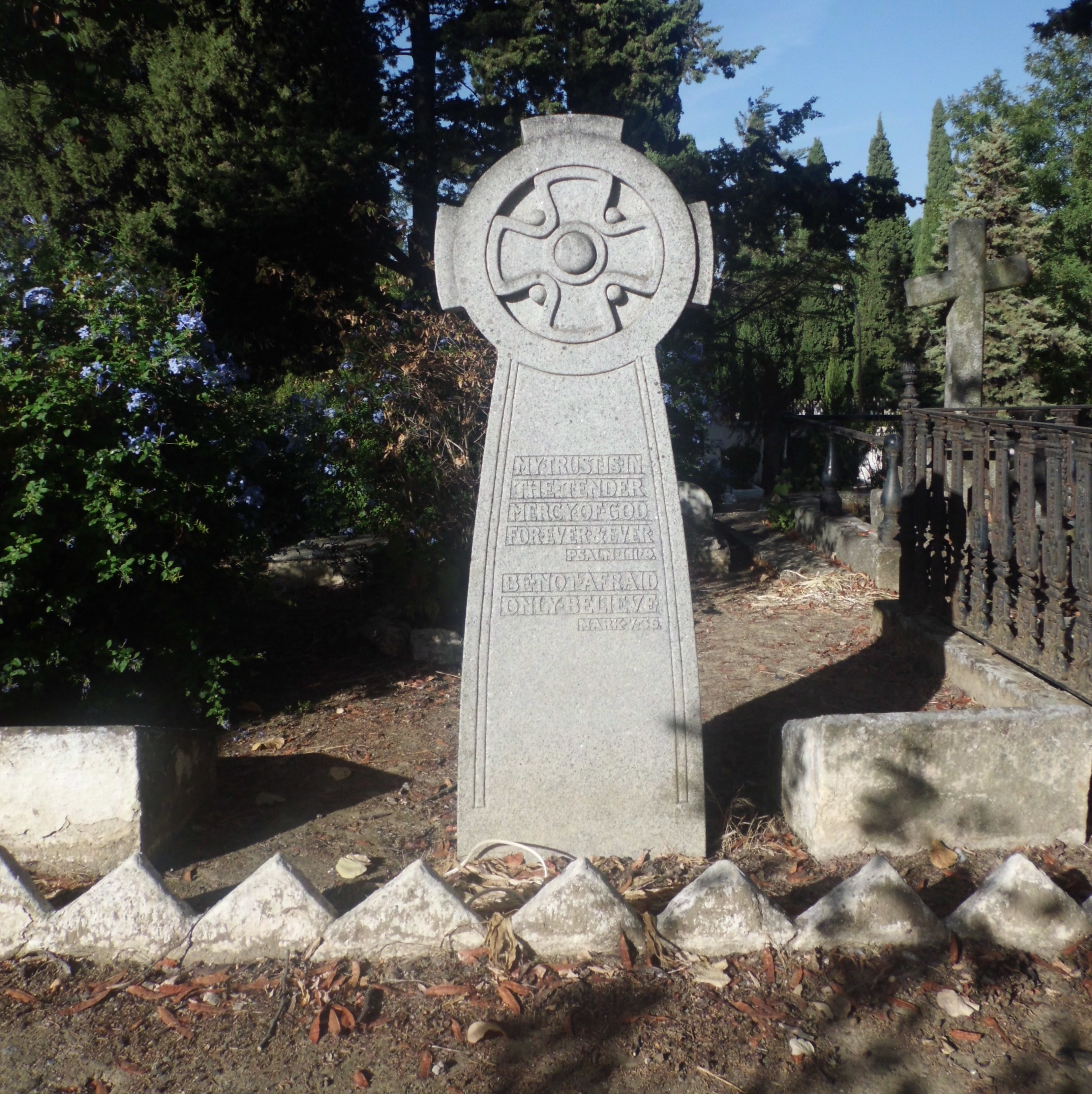
Tumba coronada con cruz celta. Cara B.
MY TRUST IS IN
THE TENDER
MERCY OF GOD
FOR EVER & EVER
PSALM LII 9.
BE NOT AFRAID
ONLY BELIEVE
MARK V 36.
(fotografía de octubre de 2016).

Se trata de una sobria construcción de planta cuadrangular con gruesos muros de mampostería totalmente restaurados, a la que a semejanza de las de muchos templos egipcios y orientales de la Antigüedad (téngase en cuenta que la mayoría pasarían a manos del Imperio británico), se accede por una puerta de sillería de piedra con forma trapezoidal (al estilo egipcio), en lugar del habitual rectángulo, coronada por una cruz de forja.
Su interior, distribuido en dos patios a distintos niveles, se organiza al estilo del típico jardín inglés de inspiración oriental, con profusión de plantas: rosales, geranios, árboles frutales, acacias y poblados cipreses.
En el centro del recinto, junto a la capilla, aparece un pequeño banco de piedra; en este, se depositaba el féretro mientras se daba el último adiós al difunto y se cantaba a los asistentes, no –como se pudiera suponer– al finado.
Buena parte de las tumbas se encuentran bajo tierra; abundan las cruces celtas, características del mundo anglosajón; en algunas lápidas, pueden verse símbolos masónicos (cabe destacar al respecto la existencia de casi una decena de logias establecidas en Linares, especialmente durante la segunda mitad del siglo XIX y hasta el comienzo de la Guerra Civil), así como obeliscos y cruces de San Andrés, al parecer, basados en los mismos principios doctrinales que aquellos.

## Epitafios

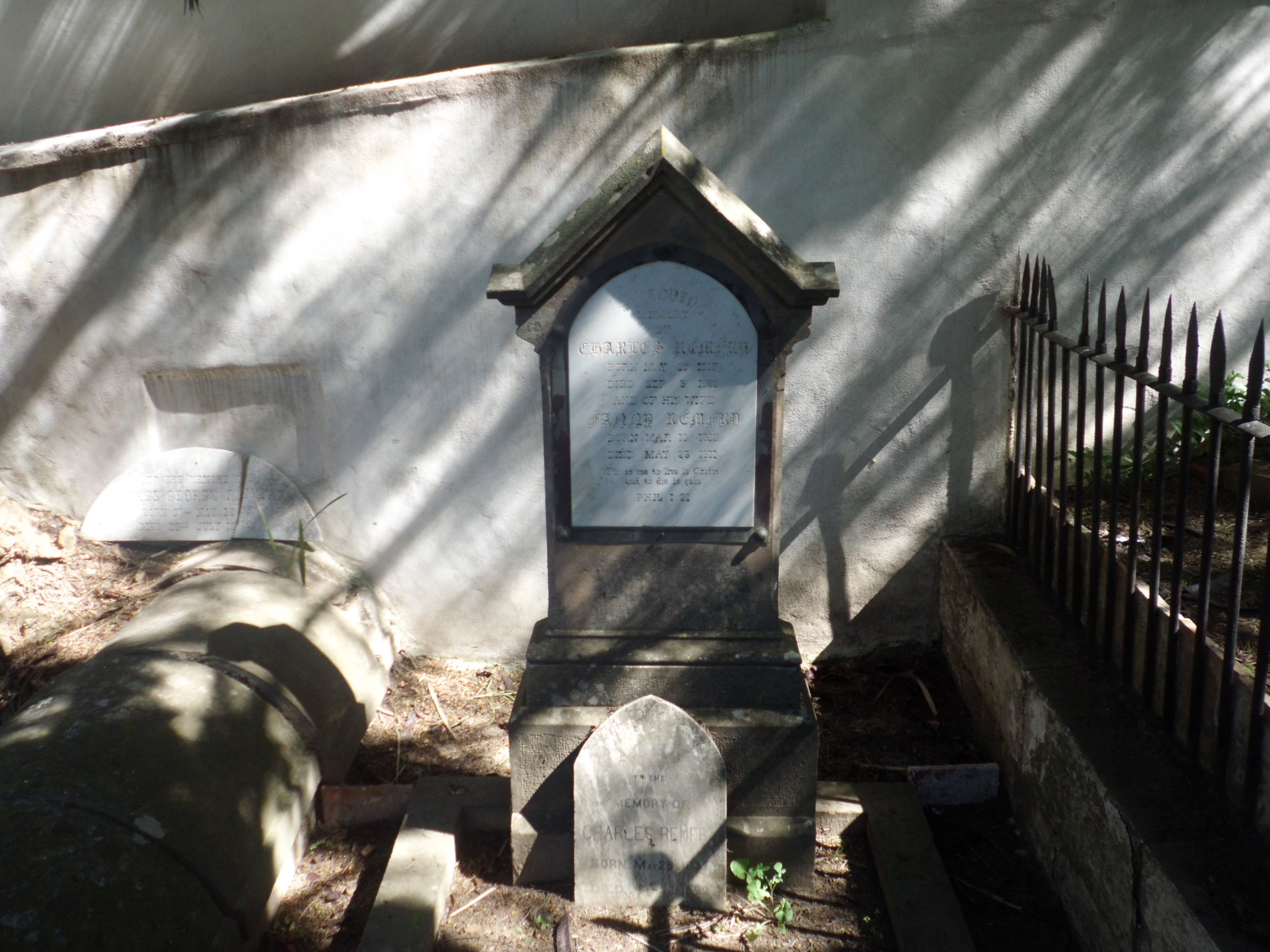
For to me to live is Christ
and to die is gain
PHIL I 2I
(Para mí el vivir es Cristo y el morir es ganancia. Fil. 1:21).
Tumba de Charles y Fanny Remfry (fotografía de mayo de 2016).

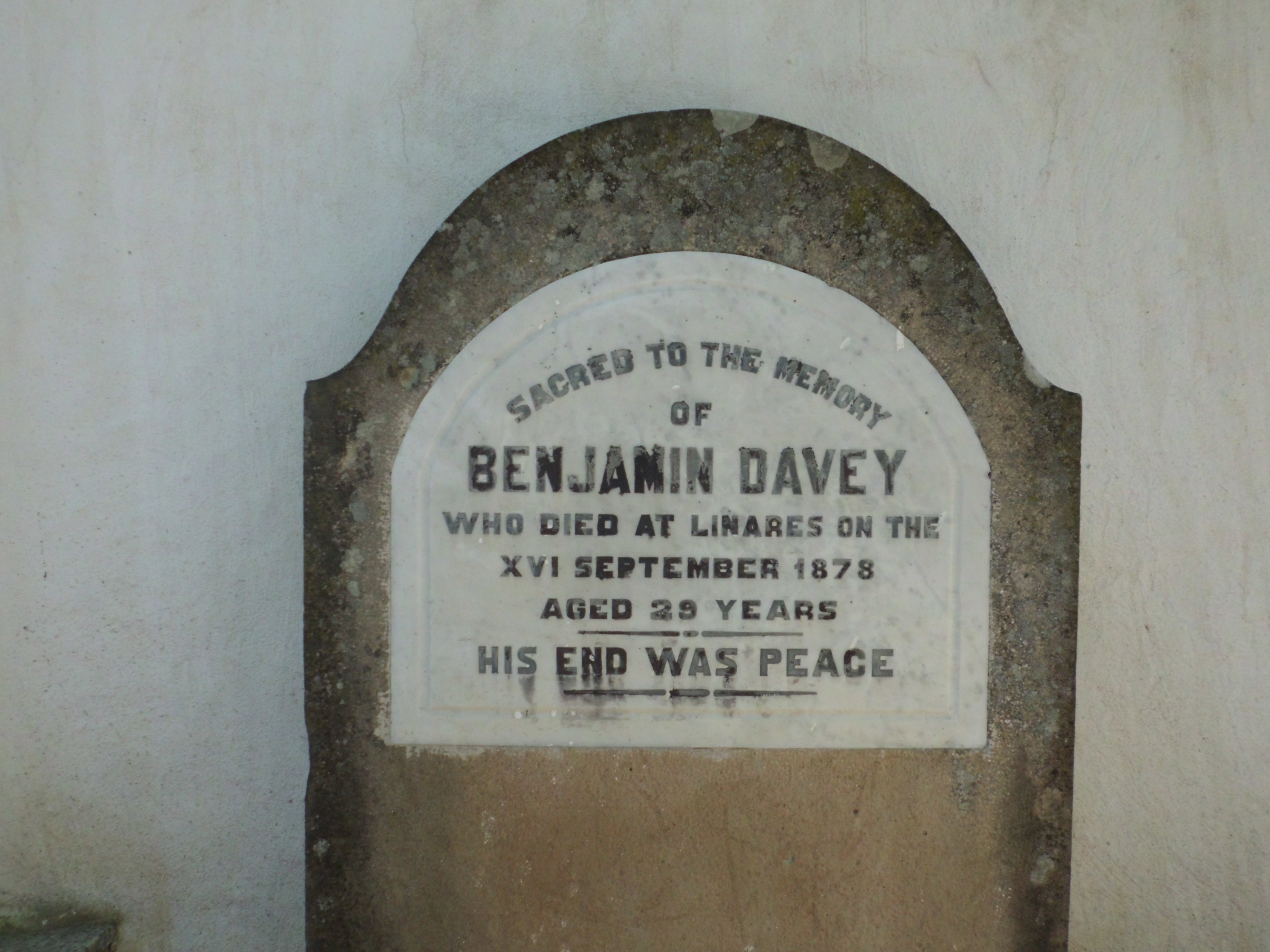
SACRED TO THE MEMORY
OF
(A la sagrada memoria de).
Tumba de Benjamin Davey
(fotografía de mayo de 2016).

La mayoría de los epitafios conservados transcriben versículos bíblicos relacionados con la resurrección (Jn. 11:25, Fil. 1:21, 1 Jn. 5:1…), precedidos de las fórmulas In affectionate remembrance of (en español, «En cariñosa memoria de»), Sacred to the Memory of («Dedicada a la memoria de») o, simplemente, To the Memory of («A la memoria de»), nombre, fechas de nacimiento y muerte y edad (sobre todo cuando se trata de bebés o niños pequeños) del fallecido.
Sobresale entre estos el del ingeniero británico Reginald Bonham Carter, conocido en la ciudad como «don Regino». El epitafio en inglés mencionan su condición de director de The Constancia Works, así como sus fechas de nacimiento y muerte (Londres, 9 de febrero de 1872 - Mina Abundancia, Linares, 27 de mayo de 1906), y termina como sigue:

AMABA A ESPAÑA Y A LOS ESPAÑOLES

En algunos casos (Oliver York, 1923; Jessie Claudia Chesterman, 1927…), las citas bíblicas elegidas aparecen en español, tal y como figuran en la versión Reina-Valera publicada por la Universidad de Oxford en 1862:

JESUS DICE: YO SOY LA RESURRECCION Y LA VIDA EL QUE CREE EN MI AUNQUE ESTE MUERTO VIVIRA 
 S. JUAN II 25

EL BUEN PASTOR SU VIDA DA POR LAS OVEJAS 
 SAN JUAN 10 11

Entre otros apellidos, se repiten Haselden, Kendall, Kidd y Tonkin.

## Otras tumbas históricas
| Nombre del difunto y país de origen                                                          | Tumba | Fecha de fallecimiento              |
| -------------------------------------------------------------------------------------------- | ----- | ----------------------------------- |
| MAURICE HENRY TONKIN Reino Unido                                                             |       | 10 nov. 1866 [5 meses]              |
| ANNIE [hija gemela de] ADOLPHE & SUSIE HASELDEN Reino Unido CONRAD HERMANN ROMER Reino Unido |       | 2 sep. 1876 [14 meses] 20 oct. 1890 |
| ERNEST [hijo de] Edward [y] Elizabeth Bolton Reino Unido                                     |       | 26 ene. 1884 [5 años]               |
| Marie Ernestine Nisses [nacida] Reinhard Imperio alemán                                      |       | 24 sep. 1889                        |
| EDWARD BOSISTOW Reino Unido                                                                  |       | 20 nov. 1889                        |
| WILLIAM CHARLTON Reino Unido                                                                 |       | 3 oct. 1891                         |
| MARY LOUISA [esposa de] NONO KITTO Reino Unido                                               |       | 9 nov. 1893                         |
| THOMAS HANCOCK Reino Unido                                                                   |       | 24 nov. 1899                        |
| REGINALD BONHAM CARTER Reino Unido                                                           |       | 27 may. 1906                        |
| SURTEES BELL Reino Unido                                                                     |       | 15 dic. 1906                        |
| OLIVER YORK Reino Unido                                                                      |       | 8 ene. 1923                         |
| JESSIE CLAUDIA CHESTERMAN Reino Unido                                                        |       | sep. 1927                           |

## Hemerografía
- [Sin indicación del autor] (22 de agosto de 2014). «Curiosidad por el cementerio inglés». Diario Jaén. ISSN 1576-5334.
- [Sin indicación del autor] (15 de octubre de 2014). «Turismo de cementerios». Diario Jaén. ISSN 1576-5334.
- Cruz, Celeste (22 de octubre de 2014). «La joya británica del patrimonio». Ideal (Granada). ISSN 1132-0117.
- Téllez, Irene (8 de diciembre de 2015). «Linares impulsa el diseño de una ruta por los cementerios ingleses de España». Ideal (Granada). ISSN 1132-0117.

## Vídeos
- Cementerio Inglés de Linares (Spain). Publicado el 6 mar. 2012
- Buenas Noticias TV – Cementerio inglés en Linares. Publicado el 30 mar. 2014